# Liste des films soviétiques sortis en 1942
Cet article présente une liste des films produits en Union soviétique en 1942.

## 1942
| 1942                                            |                                |                                        |
| À l'appel de la mère                            | На призыв матери               | Vladimir Korch-Sabline, Taritcheli     |
| L'Abeille                                       | Пчелка                         | Vladimir Korch-Sabline                 |
| Antocha Rybkine                                 | Антоша Рыбкин                  | Konstantin Youdine                     |
| Les Araignées                                   | Пауки                          | Aleksandr Matcheret, Ilya Trauberg     |
| Les Assassins prennent le large                 | Убийцы выходят на дорогу       | Vsevolod Poudovkine, Youri Taritch     |
| C'était comme ça – ce sera comme ça             | Так было – так будет           | Mikhaïl Kaufman                        |
| Chveïk s'en va-t-en guerre                      | Швейк готовится к бою          | Sergueï Youtkevitch                    |
| La Défense de Tsaritsyne                        | Оборона царицына               | Sergueï Vassiliev, Gueorgui Vassiliev  |
| Et l'acier fut trempé                           | Как закалялась сталь           | Marc Donskoï                           |
| Les Frères de la forêt                          | Лесные братья                  | Vassili Jouravliov                     |
| Les Géants des steppes                          | Батыры степей                  | Grigori Rochal                         |
| Gueorgui Saakadze 1re série                     | Георгий Саакадзе 1-я серия     | Mikhaïl Tchiaoureli                    |
| Les Invincibles                                 | Непобедимые                    | Sergueï Guerassimov, Mikhaïl Kalatozov |
| Le Jeune Fritz                                  | Юный Фриц                      | Grigori Kozintsev, Leonid Trauberg     |
| Les Jeunes Partisans                            | Юные партизаны (ru)            | Lev Koulechov, Igor Savtchenko         |
| Kino-Cirque                                     | Киноцирк                       | Leonid Amalrik, Olga Khodataïeva       |
| Kotovski                                        | Котовский                      | Aleksandr Faintsimmer                  |
| Machenka                                        | Машенька                       | Youli Raizman                          |
| Maïak                                           | Маяк                           | Marc Donskoï                           |
| Nos jeunes filles                               | Наши девушки                   | Abram Room                             |
| On l'appelle Soukhe-Bator                       | Его зовут Сухэ - Батор         | Aleksandr Zarkhi, Iossif Kheifitz      |
| Le Pays natal                                   | Страна родная                  | Esfir Choub                            |
| Le Prince et le Mendiant                        | Принц и нищий                  | Erast Garine                           |
| Quartier N°14                                   | Квартал N°14                   | Igor Savtchenko                        |
| Le Secrétaire de Raïkom / Les Partisans         | Секретарь райкома              | Ivan Pyriev                            |
| Le Serment de Timour                            | Клятва Тимура                  | Lev Koulechov                          |
| Toi au front / Sur le front du Kazakhstan       | Тебе, фронт / Казахстан фронту | Dziga Vertov                           |
| Tonia                                           | Тоня                           | Abram Room                             |
| Un brave garçon / Les Novgorodiens              | Славный малый / новгородцы     | Boris Barnet                           |
| Un jeune homme de notre ville                   | Парень из нашего города        | Aleksandr Stolper                      |
| Une fois la nuit                                | Однажды ночью                  | Grigori Kozintsev                      |
| Une tête sans prix / Un personnage exceptionnel | Бесценная голова               | Boris Barnet                           |
| Vanka                                           | Ванька                         | Herbert Rappaport                      |
| Le Violon miraculeux                            | Чудесная скрипка               | Aleksandr Ivanovski                    |